# Beta de l'Hidra Femella
Beta de l'Hidra Femella (β Hydrae) és un estel de magnitud aparent +4,29 a la constel·lació de l'Hidra Femella.
Al costat de ξ Hydrae, a la Xina era coneguda com a Tsing Kew, ‘el pujol verd'. S'hi troba a 365 anys llum de distància del sistema solar.
Beta Hydrae és un estel binari les components del qual hi estan separades 1,7 segons d'arc. Beta Hydrae A, classificada com una gegant de tipus espectral B9IIIsp, té una temperatura efectiva de 11.100 K. 210 vegades més lluminosa que el Sol, el seu radi és 4 vegades major que el radi solar. És un estel peculiar de tipus Bp que exhibeix taques amb altes concentracions de silici, crom i estronci. Això el converteix en un estel lleugerament variable -del tipus Variable Alpha² Canum Venaticorum- amb un període equivalent al seu període de rotació de 2,357 dies. Amb una massa de 3,3 masses solars, la seva edat s'estima en 200 milions d'anys.

La component secundària del sistema, Beta Hydrae B, té magnitud 5,47. La meitat de lluminosa que la seva companya, probablement és un estel de la seqüència principal més calenta que Beta Hydrae A. L'òrbita del sistema no està determinada, però la seva separació visual condueix a una distància real entre els dos estels d'almenys 190 unitats astronòmiques, amb un període orbital de més de 1.000 anys.